# ブレイヴ (マリリオンのアルバム)
『ブレイヴ』（Brave）は、イギリスのプログレッシブ・ロック・バンド、マリリオンが1994年に発表した7作目のスタジオ・アルバム。スティーヴ・ホガース加入後としては3作目に当たる。

## 背景
セヴァーン橋で彷徨う少女の物語を描写したコンセプト・アルバムとなっている。スティーヴ・ホガースによれば、セヴァーン橋で警察に保護された身元不明の少女が、自分のことを一切語らなかったというニュースをラジオで聞き「謎めいた物語の偉大な1ページ目だ」と感じたという。なお、この少女は、警察がラジオで呼びかけたことから家族が名乗り出て、家に帰ることができた。
ホガースは後年、Get Ready to ROCK!のインタビューにおいて「（前作）『楽園への憧憬』は疑いなく、バンド史上最も商業的なサウンドのアルバム」「我々はポップ・チャートを追及することに大した意味はないと考えて、原点回帰して気が滅入るような70分のコンセプト・アルバム『ブレイヴ』を作った」「『楽園への憧憬』は前のアルバム『美しき季節の終焉』に対する反動で、同じように『ブレイヴ』は『楽園への憧憬』に対する反動だったのさ」と語っている。また、イアン・モズレイは2005年、Audioholicsによるインタビューにおいて「スティーヴ・ホガースと一緒に作った3作目のアルバム（『ブレイヴ』）でようやく、同じ方向性で結束したタイトなユニットになった」と語っている。
本作よりマリリオンの作品をプロデュースするようになったデイヴ・ミーガンは、バンドの旧作『破滅の形容詞』（1984年）制作時にテープ・オペレーターを務めたことがある。ミーガンは1992年末にEMIから本作のプロデュースの依頼を受けた際、自分の音作りは「インディー風のスタイル」だと思っており、最初は妙な人選だと感じたが、EMIからは「プログレッシブとインディーの間ぐらい」と説明を受けたという。
本作は2枚組LPの形態でも発売された。LPでは「永遠の逃避行」がA面とB面に分割され、D面ではCDと同様「ザ・グレイト・エスケイプ」から「メイド・アゲイン」に至るエンディングの他に、「ザ・グレイト・エスケイプ」の別ヴァージョン「Spiral Remake」から20分間のノイズに至る別のエンディングも収録された。

## 反響・評価
全英アルバムチャートでは4週チャート圏内に入り、最高10位を記録。本作からのシングルは、「ザ・ハロウ・マン」が全英シングルチャートで30位、「孤独な贅沢三昧」が53位に達した。オランダのアルバム・チャートでは14週トップ100入りし、最高7位を記録。
デイル・ジェンセンはオールミュージックにおいて5点満点中3点を付け「何層にも重ねられたサウンドによって、現在に至るまでマリリオンの最も入り組んだ作品であり続けている」と評している。また、Kerrang誌は本作に満点を付けている。
本作は『クラシック・ロック』誌2000年1月号の「30 Best Albums of the 90s」で29位にランク・インし、また、同誌2003年3月号の「Rock's 30 Greatest Concept Albums」では23位にランク・インした。

## 収録曲
全曲とも作曲はマリリオンによる。特記なき楽曲は作詞：スティーヴ・ホガース。
1. 沈黙の橋 - "Bridge" - 2:52
2. 嘘まみれの世の中で - "Living with the Big Lie" - 6:46
3. ランナウェイ - "Runaway" (lyrics by Steve Hogarth, John Helmer) - 4:40
4. 永遠の逃避行 - "Goodbye to All That" - 12:26
  1. ウェイヴ - "Wave"
  2. 狂気 - "Mad"
  3. 阿片窟 - "The Opium Den"
  4. ザ・スライド - "The Slide"
  5. スタンディング・イン・ザ・スウィング - "Standing in the Swing"
5. ハード・アズ・ラヴ - "Hard as Love" (lyrics by S. Hogarth, J. Helmer) - 6:41
6. ザ・ハロウ・マン - "The Hollow Man" - 4:08
7. 孤独な贅沢三昧 - "Alone Again in the Lap of Luxury" - 8:13
  1. 手を洗え - "Now Wash Your Hands"
8. ペーパー・ライズ - "Paper Lies" (lyrics by S. Hogarth, J. Helmer) - 5:49
9. ブレイヴ - "Brave" - 7:54
10. ザ・グレイト・エスケイプ - "The Great Escape" (lyrics by S. Hogarth, J. Helmer) - 6:30
  1. 最期 - "The Last of You"
  2. フォーリン・フロム・ザ・ムーン - "Falling from the Moon"
11. メイド・アゲイン - "Made Again" (lyrics by S. Hogarth, J. Helmer) - 5:01

### 1998年リマスターCDボーナス・ディスク
1. "The Great Escape (Orchestral Version)" - 5:18
2. "Marouette Jam" - 9:44
3. "The Hollow Man (Acoustic)" - 4:10
4. "Winter Trees" - 1:48
5. "Alone Again in the Lap of Luxury (Acoustic)" - 2:43
6. "Runaway (Acoustic)" (lyrics by S. Hogarth, J. Helmer) - 4:27
7. "Hard as Love (Instrumental)" - 6:49
8. "Living with the Big Lie (Demo)" - 5:12
9. "Alone Again in the Lap of Luxury (Demo)" - 3:17
10. "Dream Sequence (Demo)" - 2:36
11. "The Great Escape (Spiral Remake)" - 5:51

11曲目の終了後、約26分の無音状態を経て隠しトラックが収録されている。

## 参加ミュージシャン
- スティーヴ・ホガース - ボーカル、キーボード、パーカッション
- スティーヴ・ロザリー - ギター
- マーク・ケリー - キーボード
- ピート・トレワヴァス - ベース
- イアン・モズレイ - ドラムス、パーカッション

アディショナル・ミュージシャン
- トニー・ハリガン - イリアン・パイプス
- リヴァプール・フィルハーモニック - チェロ、フルート
- ダリル・ウェイ - オーケストラ・アレンジ(on "Falling from the Moon")